# Microcaris
Microcaris è un genere estinto di artropodi appartenenti alla classe Thylacocephala, di affinità incerta ma probabilmente relazionati con i crostacei, del Triassico medio-superiore). Il genere è stato istituito contestualmente alla specie tipo M. minuta, originariamente da fossili rinvenuti in sedimenti marnoso-argillosi del Triassico superiore (Norico), provenienti dai dintorni di Cene (Val Seriana, Bergamo), da studiosi del Museo civico di storia naturale di Milano.

## Descrizione

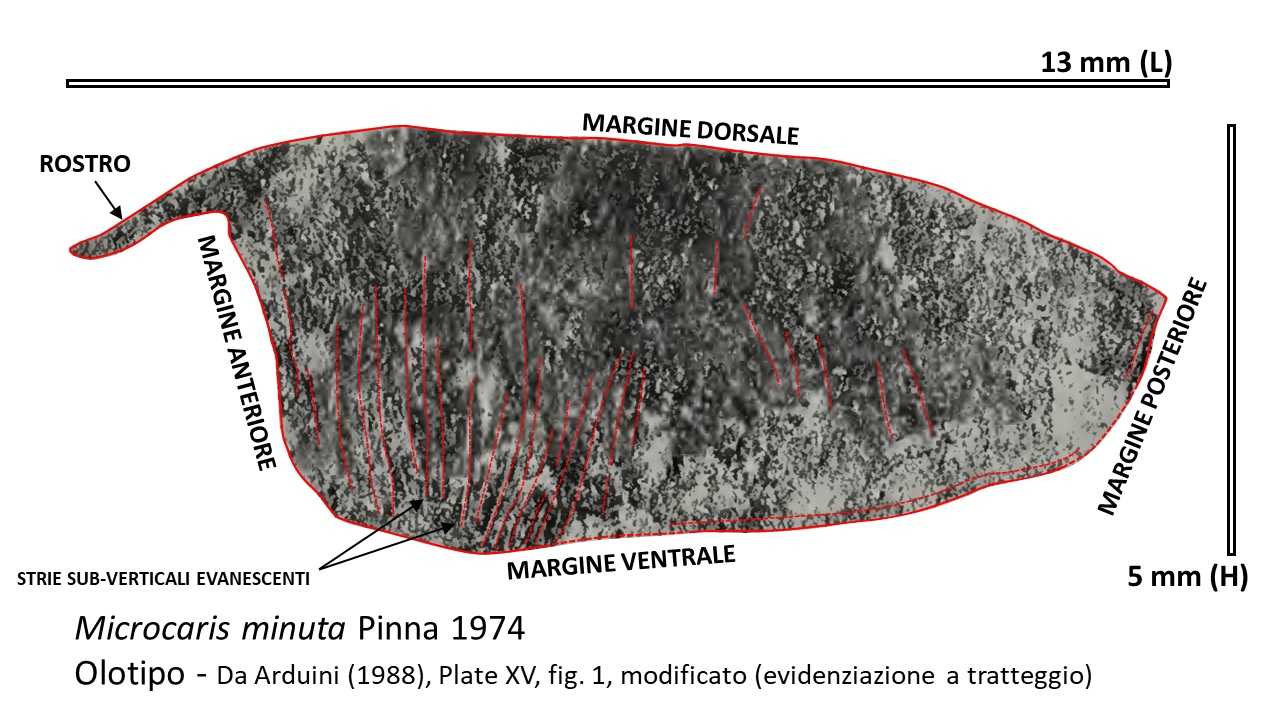
Olotipo di Microcaris minuta Pinna 1974, la specie su cui è stato istituito il genere Microcaris (originariamente attribuito ai Phyllocarida). Principali elementi morfologici.

Come tutti i tilacocefali, Microcaris minuta è caratterizzata da un carapace, sottile e non mineralizzato, a due valve unite sul lato dorsale; il carapace, essendo la parte dell'organismo più resistente, spesso è il solo elemento che si fossilizza (di solito in norma laterale). In questo caso il carapace è di piccole dimensioni (tipicamente meno di 2 cm di lunghezza per un'altezza di meno di un centimetro, da cui il nome generico e specifico), con forma sub-trapezoidale allungata, con margine anteriore quasi retto e margine dorsale debolmente convesso che nel terzo posteriore piega verso il basso formando una leggera gibbosità; margine posteriore breve, da concavo a sub-rettilineo. Margine inferiore (ventrale) del carapace più o meno convesso. I margini anteriore, ventrale e posteriore recano una sottile carena marginale. Il raccordo tra il margine anteriore e quello dorsale è caratterizzato da un rostro allungato e ben sviluppato, più o meno pendente in avanti, talora con una debole carena dorsale, che sovrasta un incavo oculare. La superficie esterna del carapace è interessata da un'ornamentazione a sottili strie evanescenti sub-verticali con andamento debolmente curvilineo, che si distinguono solo negli esemplari meglio conservati. In alcuni casi è distinguibile nella parte medio-posteriore del carapace una "struttura a tubo" longitudinale debolmente ricurva e convessa verso l'alto, forse una traccia della segmentazione posteriore analogamente osservata in Atropicaris. In qualche caso è riferita la presenza di strutture lineari indeterminabili fuoriuscenti dal margine ventrale del carapace, forse resti di antenne o appendici. Nel materiale fossile disponibile non sono riconoscibili con sicurezza altri elementi come il cephalon, caratterizzato da occhi composti ipertrofici, e le appendici raptatorie, pur sicuramente presenti in origine essendo elementi caratteristici del gruppo.

## Classificazione e controversie
La classe Thylacocephala è stata suddivisa in due ordini, con una classificazione basata sull'organizzazione dell'apparato visivo e sugli annessi elementi dell'esoscheletro e non su altri elementi anatomici (appendici, segmentazione) meno facilmente distinguibili nel materiale fossile:
- Concavicarida Briggs & Rolfe, 1983, costituita da tilacocefali con un carapace dotato di un apparato rostrale prominente che sovrasta anteriormente un incavo ottico ben definito;
- Conchyliocarida Secrétan, 1983, formata da tilacocefali dotati di un incavo visivo e un rostro mal definiti e di occhi situati sulla superficie di un "sacco" cefalico di grandi dimensioni.

Microcaris, per la presenza di un rostro sviluppato e di un incavo oculare ben differenziato è attribuibile all'ordine Concavicarida.

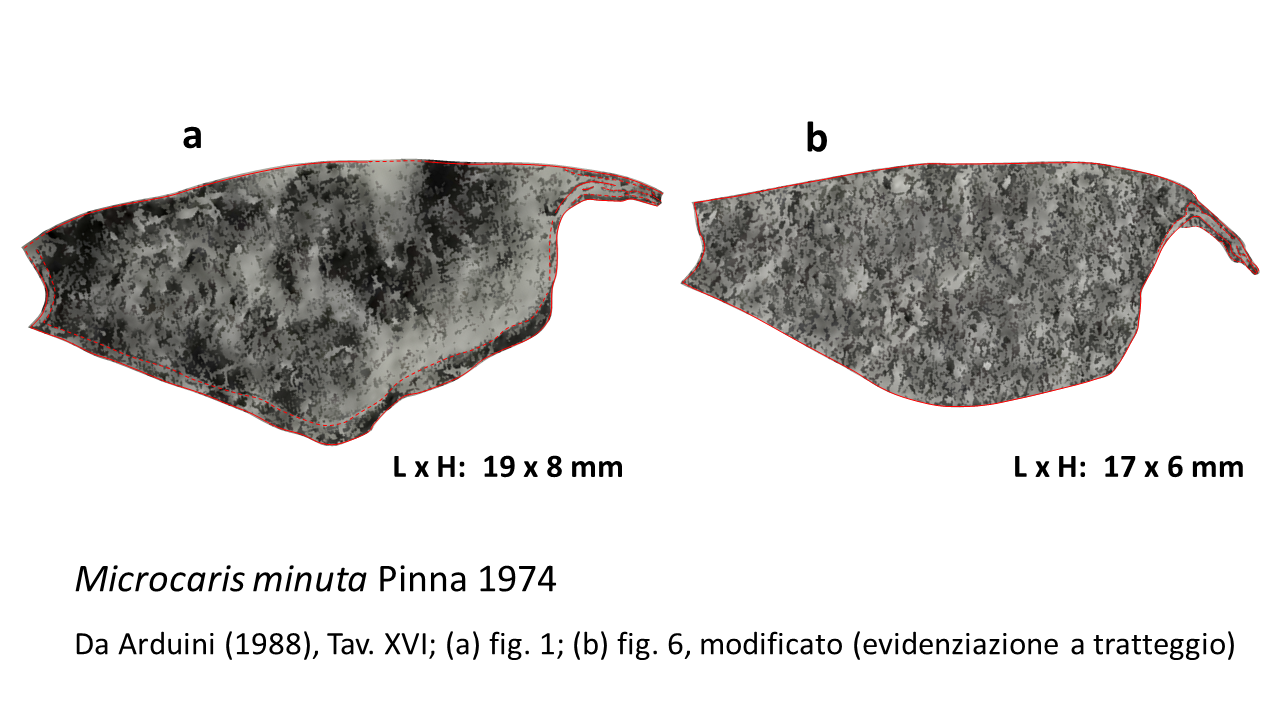
Due esemplari di Microcaris minuta che esemplificano la variabilità morfologica nell'ambito della specie.

I fossili attribuiti a Microcaris minuta sono caratterizzati da un'elevata variabilità intraspecifica che riguarda soprattutto la morfologia del carapace, la conformazione del rostro e la presenza sullo stesso di strutture secondarie (carene ed espansioni), la presenza e il rilievo dell'ornamentazione. Questo ha dato luogo a controversie a causa di un certo ricoprimento dei caratteri con un altro genere, Atropicaris Arduini e Brasca 1984, rinvenuto in un contesto leggermente più recente (Norico terminale-Retico) entro le Argilliti di Riva di Solto, la formazione soprastante stratigraficamente il Calcare di Zorzino. In base alle affinità morfologiche, Atropicaris è stata considerata da Tintori et al. (1986) come sinonimo più recente di Microcaris, identificazione basata sull'osservazione che non vi sarebbero differenze significative nella morfologia e nell'ornamentazione tra le due forme e che esisterebbe una gradazione completa nelle dimensioni (maggiori per "Atropicaris" nella località tipo). Arduini (1988) rigetta questa posizione osservando che Atropicaris si differenzia rispetto a Microcaris non solo per le dimensioni maggiori (2–3 cm di lunghezza per poco più di 1 cm di altezza), ma anche per un rostro meno sviluppato con un'espansione terminale "a cucchiaio", per l'ornamentazione a coste decisamente più marcata e per la presenza di processi spinosi nel terzo posteriore del margine dorsale.
Autori successivi (Dalla Vecchia e Muscio, 1990) riconoscono l'ampia variabilità entro la specie tipo Microcaris minuta, che si presenterebbe in almeno quattro forme (A-B-C-D), delle quali la forma A risulta la più aderente alla descrizione originale di Pinna (1974) di Microcaris e la C si avvicina ad Atropicaris, mentre le altre presentano caratteri intermedi. Teruzzi e Muscio (2018) optano per l'identificazione di Atropicaris come sinonimo di Microcaris, ma senza portare alcun dato concreto a sostegno. Più recentemente altri, (Ehiro e Kano, 2024) riprendendo la suddivisione interna di Dalla Vecchia e Muscio (1990) con dati morfometrici quantitativi, hanno seguito dubitativamente l'identificazione di Tintori et al. (1986) di Atropicaris con Microcaris in quanto i caratteri morfometrici del carapace tra i due taxa mostrano in effetti un certo ricoprimento, pur riconoscendo come specie separata la specie tipo di Atropicaris, A. rostrata; tuttavia, sia Dalla Vecchia e Muscio (1990) che Ehiro e Kano (2024) giudicano difficile dal materiale fossile disponibile comprendere quanto queste distinzioni siano dovute a variabilità intraspecifica o alla presenza di specie diverse tra gli esemplari riferiti a Microcaris. D'altro canto, tutto questo sembra indicare l'opportunità di una revisione di entrambi i generi (e soprattutto della specie Microcaris minuta, vista l'alta variabilità morfologica degli esemplari finora attribuiti a questo taxon), con l'ausilio di nuovo materiale fossile e l'uso di parametri maggiormente quantitativi.

## Modo di vita
I tilacocefali sono organismi marini. Sono stati interpretati originariamente (anni 1980 del secolo scorso) sulla base dei fossili del giacimento fossilifero tipo konservat-lagerstätte di Osteno sui quali è stata istituita la classe, nei quali la scarsa preservazione non permetteva il riconoscimento diretto di molti dettagli anatomici; a causa del mancato riconoscimento della presenza degli occhi e della misinterpretazione di vari dettagli anatomici, erano ritenuti organismi poco mobili (in origine addirittura sessili), detritivori filtratori, ciechi). Nel corso degli ultimi quaranta anni, in cui questi organismi sono stati riconosciuti e studiati in numerosi contesti stratigrafici e tafonomici, con conservazione anche migliore, sono stati rilevati numerosi elementi che hanno, portato ad una revisione sostanziale dei caratteri morfologici del gruppo e del loro possibile stile di vita. La maggioranza degli studiosi considera oggi i tilacocefali come sicuramente carnivori predatori o necrofagi, necto-bentonici o nectonici, adattati a condizioni di fondali a elevata profondità e in condizioni di scarsa ossigenazione. Gli esemplari su cui è stato istituito il genere vengono dalla formazione Calcare di Zorzino, dal Triassico superiore (Norico del Bacino Lombardo, un bacino tettonico di rift riempito da sedimenti fini ricchi di materia organica.

### Esplicative
1. ↑  Le appendici raptatorie sono frequenti nelle forme predatrici degli artropodi, con la funzione di afferrare la preda e portarla all'apparato boccale. Generalmente sono costituite da una cuticola ispessita e sclerificata, e sono provviste di elementi appuntiti e taglienti (spine) per trattenere e smembrare la preda. Esempi tipici sono le "zampe" anteriori delle mantidi e, tra i crostacei, delle canocchie.
2. ↑  Le immagini (a) e (b) non sono relazionate con la tipologia di Dalla Vecchia e Muscio (1990).

### Bibliografiche
1. 1 2  Pinna (1974), pp. 31-32.
2. ↑  Dalla Vecchia e Muscio (1990), pp. 40, fig. 2, esemplare 1810 a.
3. 1 2  Dalla Vecchia e Muscio (1990), p. 41.
4. 1 2  Charbonnier et al. (2010), pp. 117-121.
5. ↑  Schram (1990).
6. ↑  Vannier et al. (2006).
7. ↑  Tintori et al. (1986), p. 241.
8. ↑  Arduini (1988), p. 160, fig. 1-2.
9. ↑  Dalla Vecchia e Muscio (1990), pp. 40-41, fig. 2.
10. ↑  Pinna (1974), p. 31, fig. 16.
11. ↑  Teruzzi e Muscio (2018), p. 54: «The current study is not a detailed systematic revision; however, our re-examination of those collections <p. 51: collezioni dei musei di storia naturale di Milano, Bergamo, Udine e Vienna> has led us to conclude that Atropicaris Arduini & Brasca, 1989, is a younger synonymous with Microcaris Pinna, 1974».
12. ↑  Ehiro e Kano (2024), pp. 25-27, fig. 4.5.
13. ↑  Ehiro e Kano (2024), p. 26, fig. 5A-5B.
14. ↑  Pinna et al. (1982), pp. 478-480.